# مسدس الأباتشي
مسدس الأباتشي هو سلاح يدوي يضم أسلحة أخرى متعددة، اشتهرت به شخصيات العالم السرّيّ الفرنسي في أوائل القرن العشرين والمعروفة باسم الأباتشيّون.